# مأخوذات أرخميدس

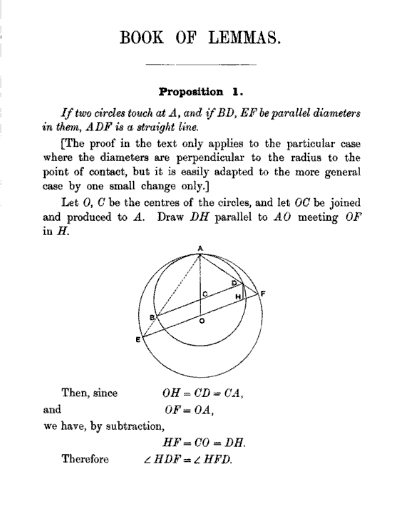
الصفحة الأولى من كتاب المأخوذات المنسوبة إلى أرخميدس في مؤلفات أرخميدس التي ترجمها هيث (1897).

مأخوذات منسوبة إلى أرخميدس أو كتاب المأخوذات المنسوب إلى أرشميدس أو كتاب البراهين (بالإنجليزية: Book of Lemmas) أو كتاب الفرضيات (بالإنجليزية: Book of Assumptions) عمل ترجمه للعربية ثابت بن قرة ونسبه إلى أرخميدس يتألف من خمسة عشر برهانا في الدوائر.

## تاريخ

### الترجمات
ترجمه لأول مرة للعربية ثابت بن قرة، ونسبه لأرخميدس. ثم حوالي عام 1650 ترجم جون جريفز الكتاب من العربية لللاتينية وراجع ترجمته صامويل فوستر ونشر الكتاب عام 1659 تحت عنوان "Lemmata Archimedis, apud Graecos et Latinos jam pridem desiderata, e vetusto codice M.S. Arabico". نُشرت ترجمة لاتينية أخرى عام 1661 لإبراهيم الحاقلاني حررها جيوفاني بورلي بعنوان " Liber Assumptorum". 
ترجم هيث نسخة هايبرج اللاتينية للإنجليزية في كتابه "The Works of Archimedes".
في عام 2018 نشرت ترجمة إنجليزية قام بها إمري جوشكون "Emre Coşkun" لنسخة أكتشفت حديثا لترجمة ثابت بن قرة.

### نسبة العمل
كانت نسبة العمل لأرخميدس موضع شك لأنه في البرهان الرابع يشير الكتاب لأرخميدس بضمير الغائب؛ ومع ذلك اقترح البعض أنها ربما اضافة من المترجم.
هناك احتمال آخر وهو أن الكتاب قد يكون عبارة عن مجموعة من مبرهنات أرخميدس والتي جمعها لاحقًا كاتب يوناني آخر.

## أشكال هندسية جديدة
يقدم كتاب المأخوذات العديد من الأشكال الهندسية الجديدة.

### أربيلوس

الأربيلوس هي المنطقة المظللة (الرمادية).

كان أرخميدس أول من قدم الأربيلوس (باليونانية: αρβηλος) (سكين الحذّاء) في البرهان الرابع من كتابه:
| مأخوذات أرخميدس | أ ب ج نصف دائرة وعمل على ا ج القطر نصفا دائرتين احدها أ د وللأخرى د ج ود ب عمود فالشكل الحادث من ذلك هو الذي يسميه أرشمدس اربيلوس وهو سطح يحيط به قوس نصف الدائرة العظمي وقوسا نصف الدائرتين الصغراويتين وهو مساو للدائرة التي قطرها عمود د ب. | مأخوذات أرخميدس |

استخدم الشكل في البراهين من الرابع للثامن. في البرهان الخامس يقدم أرخميدس دوائر أرخميدس التوأم، وفي البرهان الثامن يستخدم ما يمكن أن يكون سلسلة ببس المنسوبة لببس السكندري.

### سالينون

السالينون هي المنطقة المظللة باللون الأزرق.

قدم أرخميدس لأول مرة السالينون (باليونانية: σάλινον) (المملحة) في الاقتراح الرابع عشر من كتابه:
| مأخوذات أرخميدس | اذا كان أ ب نصف دائرة وفصل من قطرها وهو أ ب أ ج ب د متساويين وعمل على خطوط أ ج ج د د ب أنصاف دوائر وليكن مركز نصفي دائرتي أ ب ج د نقطة ه و كان ه د عمودا على أ ب وأخرج الى ح فإن الدائرة التي قطرها د ح مساوية للسطح الذي يحيط نصف الدائرة العظمى ونصف الدائرتين اللتين داخله ونصف الدائرة الوسطى الذي هو خارج عنه وهو الشكل الذي يسميه أرشميدس سالينون. | مأخوذات أرخميدس |

أثبت أرخميدس أن السالينون والدائرة متساويان في المساحة.